# Associació Espanyola de Banca
L'Associació Espanyola de Banca és una entitat fundada el 1977 que agrupa les entitats bancàries privades espanyoles que cotitzen.